# Nauka i tehnologija u Aziji
Razvoj nauke i tehnologije u Aziji varira od države i vremena. U prošlosti, azijska civilizacija je najviše upamćena zbog doprinosa nauci i tehnologiji od strane Indije, Kine i naroda Južne Azije. U današnje vreme, verovatno najznačajnija zemlja u Aziji koja doprinosi razvoju današnje nauke i tehnologije jeste Japan, koja je posebno bitna zbog značajnog doprinosa u poljima elektronike i automobilske industrije. Poslednjih godine, Kina i Indija su takođe ponovo postali vodeći doprinosioci nauci i tehnologiji. Ostale azijske države su takođe značajne zbog doprinosa i dostignuća u oblasti hemije i fizike.

## Istočna Azija

### Istorija razvoja nauke i tehnologije u Kini
- Brodovi sveta iz 1640. Kineski brodovi opisivani su kao veliki, trobojni ili četvorobojni brodovi.

Drevni kineski naučnici i inženjeri dali su veliki doprinos inovacijama, izumima i tehnološkim dostignućima u oblastima prirodnih nauka, inženjerstva, medicine, vojne tehnologije, matematike, geologije i astronomije. 
Među najstarijim izumima bili su računaljka i sunčani sat. Četiri najveća dostignuća kineskog naroda, koja su značajna i danas, jesu: kompas, barut, papir i štamparstvo. Ova velika dostignuća su u Evropi postala poznata tek 1000 godina kasnije, krajem srednjeg veka.
- Sunčani sat
- Antički kineski kompas

#### Kineska naučna revolucija
Među inženjerskim dostignućima koja su značajna, ističu se i šibice, brodogradilišta, klipna pumpa dvojnog dejstva, liveno gvožđe, sejalica, ručna kolica, viseći most, reljefna mapa i propeler.
Periodi vladavine Dinastije Tang (od 618-906 godine) i Dinastije Sung (od 960-1927 godine) bili su od posebnog značaja za razvoj ranih kineskih dostignuća.
U sedmom veku, razvijeno je štampanje knjiga u Kini, Koreji i Japanu, korišćenjem ručno izdeljanih drvenih blokova radi štampanja posebnih stranica. Iz devetog veka, najranije poznato štampano izdanje bilo je Diamond Sutra. Pokretni tip štampanja je takođe korišćen jedno vreme, ali je ubrzo odbačen zbog velikog broja karaktera koje je trebalo ubaciti. Ovako je ostalo sve do vremena kada je Johan Gutenberg unapredio ovu tehniku i prilagodio je potrebama okruženja.

##### Dinastija Sung
Dinastija Sung (960-1297) dovela je novu stabilnost Kini posle perioda građanskog rata i donela novu eru modernizacije ohrabrivanjem istraživanja i meriokratije. 
Prvi vladar Sung dinastije, Zao Kuanguin (Zhao Kuanghyin), stvorio je političke institucije koje su dozvolile veliku slobodu izbora, misli i govora, koje su olakšale rast naučnog napretka, razvoj ekonomije, nove reforme, kao i naučne i književne poduhvate. Trgovina je proširena i u Kini i u inostranstvu, a podsticanje razvoja tehnologije dovelo je do toga da se u Kajfengu i Hranžu postepeno povećava proizvodnja kovčega. Godine 1080. tadašnji vladar Dinastije Sung, Imperator Šenzong, proizveo je 5 milijardi zlatnika (otprilike po 50 zlatnika na svakog kineskog građanina), a prve novčanice bile su proizvedene 1023. godine. Novčići napravljeni u ovom periodu bili su tako urađeni, da su mogli biti u upotrebi i 700 godina kasnije u 18. veku.
Istaklo se mnogo poznatih izumitelja i ranih naučnika u samom periodu Dinastije Sung. Državni službenik Šen Kuo, ostao je upamćen po svojoj knjizi Dream Pool Essays (1088. godine). U njoj Šen Kuo opisuje upotrebu brodogradilišta za popravku brodova, navigacijskog magnetnog kompasa, i značenju pravog severa (sa magnetnom deklinacijom prema Severnom polu) 
Šen Kuo je takođe izneo neke geološke teorije o zemljinoj formaciji, geomorfologiji i klimatskim promenama do kojih dolazi u različitim vremenskim razdobljima. Jednako talentovan državnik Su Song, najviše je postao poznat po inženjerskim poduhvatima koji su se ticali astronomije i astronomskih kula sa satovima.
Kulu sa satom je pokretalo rotirajuće vodno kolo i mehanizam za izbacivanje.

##### Geologija i klimatologija
U okviru njegovih istraživanja u oblasti meteorologije, astronomije, arheologije, Šen Kuo je takođe izneo hipoteze koje su se odnosile i na njegove teze iz knjige čiji je bio autor, Dream Pool Essays iz 1088. godine, koje su se konkretno odnosile na geomorfološke i klimatske promene. Šen je verovao da se ostrva pomeraju u toku vremena usled erozija, podizanja ili deponovanja mulja. Koristio je svoje citate i njegovo prikazivanje horizontalnih slojeva fosila ugrađenih u stene u Taihang planini, kao dokaz da je to područje nekada bilo lokacija drevne obale koja se pomerila na stotine kilometara istočno tokom ogromnog vremenskog razdoblja.
Šen je takođe napisao da je pronađen okamenjeni bambus u područjima ispod suve severne klimatske zone, gde nikada nije bilo poznato da je rastao, ali da je za tu pojavu bila odgovorna klima i geomorfologija koja se tokom vremena menjala.

##### Arheologija
Tokom rane polovine vladavine Sung dinastije (960-1279), proučavanje arheologije razvijeno je radi interesa obrazovanih vladara i njihove želje da se ponovno upotrebe antička posuđa u državnim ritualima i ceremonijama. Ovo i uverenje da su drevna plovidbena sredstva proizvodili "mudraci" a ne obični ljudi, kritikovao je Šen Kuo, koji je preuzeo interdisciplinarni pristup arheologiji, uključivši svoje arheološke nalaze u studije o metalurgiji, optici, astronomiji, antičkim muzičkim spravama i geometriji. Njegov savremenik Ojang Ksiju (1007-1072) sastavio je analitički katalog na kamenu i bronzi.
- Ojang Ksiju

##### Dinastija Han
Naučnik i astronom iz Istočne Han Dinastije, po imenu Džang Heng (78-139) izumeo je prvu vodenu armilarnu sferu (prva obična armilarna stena otkrivena je od strane grčkog naučnika).
- Naučnik Zeng Heng

- Armilarna stena otkrivena od strane Kineskog naučnika Zang Henga

Ovaj naučnik je takođe zabeležio 2500 zvezda i preko 100 sazvežđa. 132. godine izumeo je prvi seizmiološki detektor Архивирано на веб-сајту  (2. октобар 2018). Ako je sudeći prema Istoriji kasnije Han dinastije (25-220), ovaj seizmografski uređaj je bio instrument od velikog značaja, on bi spustio jednu od osam lopti u svom mehanizmu, kako bi ukazao na to u kom pravcu se desio ili će se desiti zemljotres.